# Важка промисловість
Важка́ промисло́вість — сукупність галузей промисловості, які виготовляють здебільшого засоби виробництва: знаряддя праці (машини, агрегати, механізми, верстати та інші види обладнання й устаткування), предмети праці (сировина, матеріали, паливо тощо).
Включає галузі:
- Хімічна промисловість
- Будівельна промисловість
- Машинобудування
- Нафтогазова промисловість
- Металургійна промисловість
- Лісова промисловість